# أشلي غانينغ
أشلي غانينغ (بالإنجليزية: Ashleigh Gunning)‏ هي لاعبة كرة قدم أمريكية، ولدت في 25 أبريل 1985 في باتون روج في الولايات المتحدة. لعبت مع سكاي بلو.

## وصلات خارجية
- أشلي غانينغ على موقع اتحاد النرويج (النرويجية)
- أشلي غانينغ على موقع قاعدة بيانات كرة القدم.إي يو (الإنجليزية)
- أشلي غانينغ على موقع Soccerway.com (الإنجليزية)